# طایفه بوگر
بوگَر یکی از طایفه‌های جانکی سردسیر از شاخه هفت لنگ  باب بهداروند ایل بختیاری می‌باشد.
این طایفه به دو بخش تقسیم می‌شود که بخش اول در سرزمین‌های بختیاری شامل شهرهای ایذه دهدز لردگان ونک وباغملک زندگی می‌کنند و به زبان لری بختیاری سخن می‌گویند، بخش دوم که در نواحی لر جنوبی شهرهای آباده، اقلید، ممسنی، کازرون، کوهچنار زندگی می‌کنند که به زبان لری جنوبی سخن می‌گویند.

## سردسیر
بخش اول این طایفه در شهرستان‌های، لردگان، ایذه، کیار و شهر ونک در استان اصفحان سردسیر خود را می‌گذرانند.
بخش دوم این طایفه در شهرستان‌های، اقلید، آباده، سپیدان سردسیر خود را می‌گذرانند

## گرمسیر
بخش اول این طایفه در شهرستان‌های باغملک، مسجدسلیمان، هفتگل گرمسیر خود را می‌گذرانند.
بخش دوم این طایفه در شهرستان‌های، کازرون، ممسنی، کوچنار گدمسیر خود را می‌گذرانند.

## منبع
1. ↑  بوگر. [گ َ] (اِخ) تیره ای از طایفه جانکی سردسیر هفت لنگ. (جغرافیای سیاسی کیهان ص 75).
2. ↑   https://vajehyab.com/url/www.worldtranslators.net/%3Futm_source%3DvajehyabM%26utm_medium%3Dmobanner%26utm_campaign%3DVMB%26utm_term%3Dtranslation. پارامتر |عنوان= یا |title= ناموجود یا خالی (کمک)
3. ↑  پژوهشی دربارهٔ پراکندگی قوم لر، امان‌الهی(۶۷).